# Red Rocks Amphitheatre
Red Rocks Amphitheatre (Амфітеатр Червоні Скелі) — природний амфітеатр поблизу Денвера (штат Колорадо). Місце проведення концертів рок-музики за участю знаменитостей, а також масової пасхальної меси на сході сонця (Easter Sunrise Service). Амфітеатр є частиною парку Red Rocks. Парк примітний тим, що саме тут Великі рівнини (Great Plains) переходять у Скелясті гори (Rocky Mountains). Гуляючи у парковій зоні, можна бачити рослинність, тварин і птахів обох регіонів. Належить місту і графству Денвер.
Створений природою, амфітеатр володіє унікальними акустичними даними завдяки величезним монолітним скелям, що створюють півколо. Концертний майданчик і глядацьких місця "вбудовані" в скелю червоного пісковика і здатні вмістити 9500 осіб за раз. Два величезних піщаних моноліти грають роль стін, що знаходяться по сторонах від сидінь, а ще одна гірська порода знаходиться позаду сцени. Цей концертний майданчик дуже знаменитий і виступити на ній мають за честь навіть зірки світового рівня. У візиторському центрі є "хол слави" з розвішеними плакатами і анонсами концертів знаменитостей.

## Історія
На початку 1900-х років американський підприємець Джон Брисбен Вокер мріяв побачити артистів, які виступають на сцені, що оточена Червоними Скелями і має чудову акустику. Індіанці племені Юта вже давно використовували це місце для подібних заходів. З 1906 по 1910 роки на тимчасовій платформі Вокер організував кілька концертів. Так з його мрії почалася історія Червоних Скель як місця проведення культурно-мистецьких заходів.

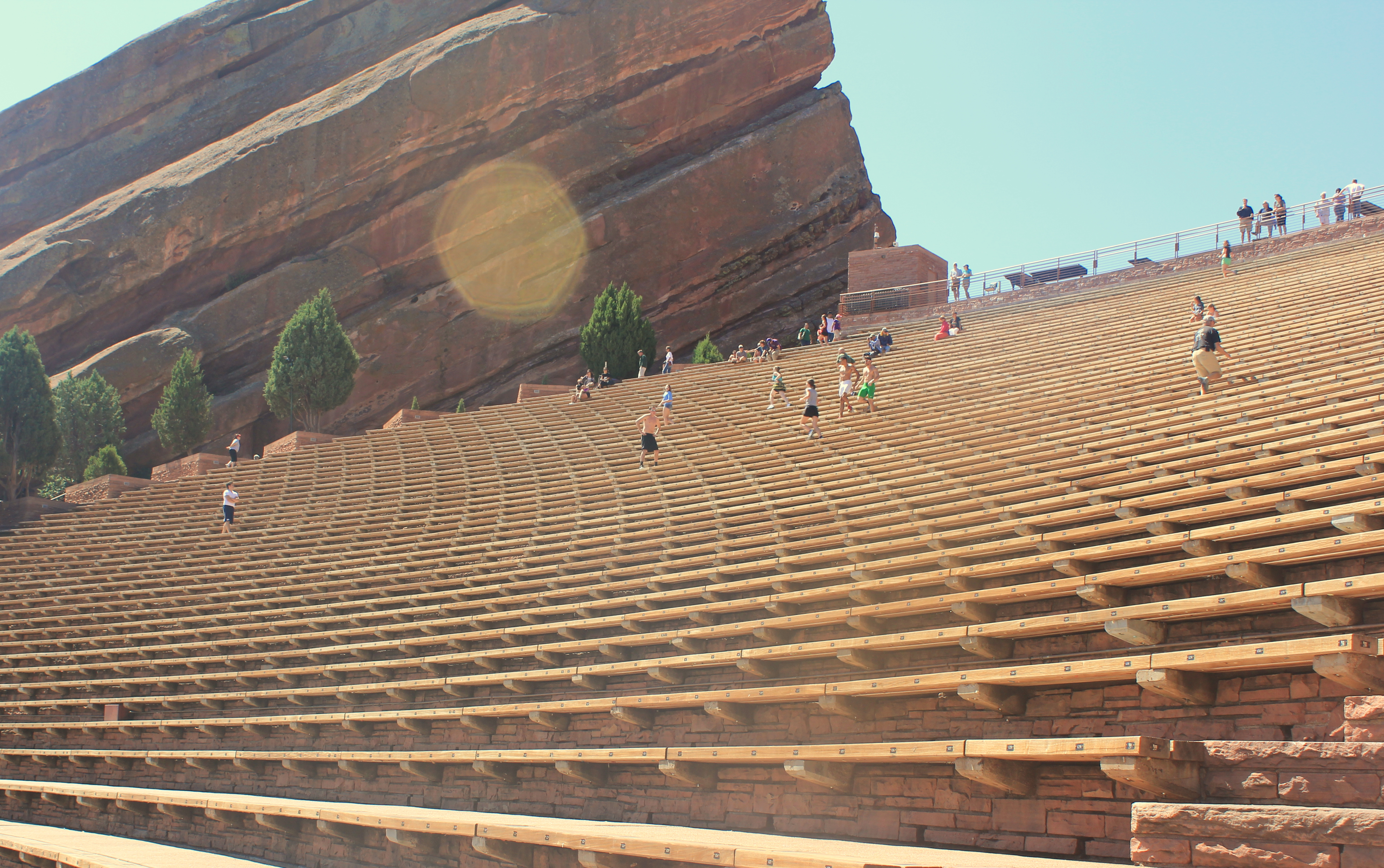

Геологічно камені, що оточують амфітеатр, знаходяться у формації Фонтейн. У 1870—1906 роках це місце називалося "Садом ангелів", а в 1906—1928 роках, за часів Вокера, — "Садом Титанів". Однак в народі парк завжди називали "Червоними Каменями", що і стало його офіційною назвою в 1928 році, коли він перейшов у власність Денвера. Скелі амфітеатру теж мають власні назви: північна — "Скеля Творіння", південна — "Скеля Корабля", східна — "Скеля Сцени". Розробка і проектування Амфітеатру Червоних Каменів належить архітектору Бурнхаму Хойту.
У 1927 році Керуючий парками Денвера Джорж Кранмер умовив місто Денвер купити у Вокера територію Червоних Каменів за 54 133 . Кранмер переконав мера Денвера Бенджаміна Франкліна Стейпелтона почати будівництво на закладеному Вокером фундаменті. Федеральний Уряд спонсорував Організацію Збереження Навколишнього Середовища і Адміністрацію Прогресивного Розвитку, які надали робочу силу і матеріали. Будівництво амфітеатру почалося в 1936 році і закінчилося в 1941.

## Заходи
Уже понад 100 років у Red Rocks проводяться публічні, організаційні та приватні заходи. 31 травня 1906 року відбулася перша задокументована вистава в амфітеатрі. Це було відкриття Саду Титанів, автором якої був знаменитий редактор Джон Вакер Брисбен. Гроші на купівлю природного амфітеатру були виручені Вокером від продажу його журналу "Космополітен". На офіційній церемонії відкриття виступав П'єтро Сатріано з духовим оркестром з 25 осіб.
5 вересня 1908 року відбулася найбільша вистава — Святкування Ліхтарів, приурочена до річниці відкриття мальовничої дороги до Соколової гори, що розташована по сусідству. За зразок у виставі був узятий фестиваль, що проводиться в японському місті Нагасакі. У святі брали участь чотири військові оркестри і був влаштований салют на Соколовій горі, горі Морісон та двох проміжних скелях.
10 травня 1911 року тут виступила знаменита оперна співачка Мері Гарден, помістивши тим самим Red Rocks на музичну карту світу. Мері, яка вже виступала в багатьох відомих оперних театрах світу, назвала Red Rocks найкращим місцем, де їй коли-небудь доводилося виступати.
Офіційне відкриття амфітеатру відбулося 15 червня 1941 року, після завершення будівництва. З 1947 року тут щорічно проводяться концертні сезони. Щороку сезон відкриває Великодня служба на Зорі Пасхальної Неділі. Служба проводиться для всіх віросповідань.
26 серпня 1964 року тут відбувся перший великий концерт рок-н-ролу. Бітлз тоді робили своє турне по Сполучених Штатах, і цей концерт був єдиним, на який не були продані всі квитки. Коли 28 червня 2000 року Рінго Старр зі своїм оркестром повернувся в Red Rocks, то запитав у глядачів, чи був хтось із них на концерті Бітлз 36 років тому. 26 серпня 2004 року ансамбль "1964" прилетів у Денвер, щоб віддати данину Бітлз, повторивши концерт знаменитої четвірки, що пройшов на цьому місці рівно 40 років тому.

## У фільмах і на телебаченні
Частина фільму "Пригоди Форда Фарлайна" знімалася у Red Rocks. Фільм починається з концерту рок-групи "Чорна Чума", яка виступає в Red Rocks Amphitheatre, де соліст Бобі Блек влітав на сцену з каната, протягненого через скелі над натовпом глядачів.
Амфітеатр з'являється на початку і 
в кінці реаліті-шоу "Дивовижна дев'ята гонка". Амфітеатр Червоних Каменів показаний в одному з епізодів Південного Парку як місце концерту Братів Джонас.
Формування Red Rocks також представлене в епізоді "Останній Танець" серіалу "Доктор Квін — жінка-лікар". Дія фільму відбувається в 1871 році, і Сулла намагається переконати уряд взяти під захист усю цю місцевість і оголосити її національним парком.
Репер B.o.B зняв тут свій кліп "Не дай мені впасти", який з'явився на Ютюбі 17 листопада 2010 року.